# Jody Schellekens
Jody Schellekens (Reusel, 3 september 1998) was een voetbalspeelster uit Nederland.
Ze speelde twee seizoenen voor Achilles '29 in de Vrouwen Eredivisie.
Schellekens speelde voor Reusel Sport, en ging naar het KNVB-opleidingsteam van CTO Eindhoven.

## Statistieken
| Seizoen | Club         | Land      | Competitie | Wedstrijden | Doelpunten |
| ------- | ------------ | --------- | ---------- | ----------- | ---------- |
| 2016/17 | Achilles '29 | Nederland | Eredivisie | 26          | 1          |
| 2017/18 | Achilles '29 | Nederland | Eredivisie | 2           | 0          |
| Totaal  | Totaal       | Totaal    | Totaal     | 28          | 1          |

Laatste update: 2021